# Fernando Santís
Augusto Fernando Santís Ahumada (Casablanca, Región de Valparaíso, Chile, 10 de enero de 1959) es un exfutbolista y entrenador chileno.

## Biografía
Tras destacar a lo largo de 1977 en el fútbol amateur de Casablanca, fue fichado por el club San Antonio Unido de la Segunda División de Chile. En el puerto se mantuvo hasta 1980 con un buen rendimiento personal pese a las campañas de medianía de tabla de la institución. Esta razón permitió su fichaje por el recién formado Club de Deportes Cobresal, con el que disputó la Segunda División de 1981, no logrando ascender. En 1982, llegó a Unión La Calera, dirigida por Alfonso Sepúlveda, con los que mantuvo un buen nivel y clasificó a la liguilla de promoción.
Pese a no lograr nuevamente el ascenso a la máxima categoría del fútbol nacional, su desempeño individual le permitió ser fichado por Magallanes, el que en esos años disputaba la Primera División de Chile. Tras años de campañas opacas, el conjunto santiaguino consiguió una de sus últimas grandes campañas históricas, logrando una inédita clasificación a Copa Libertadores y una fuerte identificación que les confirió el mote de Los Comandos. En este recordado plantel, Santís consiguió ser el goleador anual del equipo con 21 goles en la liga.
Estas buenas actuaciones le abrieron las puertas de la selección olímpica, vitrina que, sumado a su buen estado de forma, en 1984 permitieron su fichaje a mitad de año por el U. D. Las Palmas de la Segunda División de España. Coincidiendo en el equipo con su compatriota Coke Contreras, logró el ascenso a la máxima categoría tras titularse campeón de Segunda División. Sin embargo, a pesar de haber anotado 8 goles, el limitado cupo de extranjeros de la época en España, no le permitió hacerse con la titularidad, por lo que en 1985 fue enviado a préstamo a Universidad Católica. Repatriado como un buen valor por parte del vigente campeón del fútbol chileno, mostró un buen rendimiento y anotó 8 goles en el torneo nacional, lo que le valió su repesca por parte del equipo canario. En esta segunda etapa fue partícipe de triunfo por 3-0 ante el F. C. Barcelona y anotó un recordado gol frente al Real Madrid.
Pese a lo anterior, no logró asentarse como titular en Las Palmas, por lo que fue fichado por el Portimonense S. C. de Portugal. En la liga portuguesa el equipo alcanzó un puesto de medianía de tabla y sólo juega 4 partidos. Tras esta situación, retornó a España para jugar por el Cartagena F. C. de la Segunda División, donde se mantuvo tres temporadas con relativos buenos números personales -algo que no coincide con el rendimiento grupal-, por lo que terminó descendiendo a la Segunda División B en 1989. Tras ese suceso, el jugador chileno selló su retiro de la actividad profesional.

## Selección nacional
Participó en la Selección de fútbol de Chile que disputó los Juegos Olímpicos de 1984, aunque nunca llegó a debutar con la selección absoluta. Su paso por la selección olímpica se inició con una buena actuación en el Preolímpico de Ecuador realizado en el verano de 1984, en el que La Roja remató segunda después de Brasil y logró clasificar al Torneo Olímpico de Fútbol Masculino tras 32 años sin participación. 
En Los Ángeles, un combinado compuesto por varios jugadores de la Región de Valparaíso, alcanzó el diploma olímpico tras ser eliminados en cuartos de final por Italia con un polémico gol de plata. Santís fue uno de los delanteros titulares de aquella alineación, con la estadística personal de 4 partidos jugados y 1 gol anotado contra Francia.

### Participaciones en Juegos Olímpicos
| Juegos                               | Sede           | Resultado        |
| ------------------------------------ | -------------- | ---------------- |
| Juegos Olímpicos de Los Ángeles 1984 | Estados Unidos | Cuartos de final |

## Clubes
| Club                            | País     | Año       |
| ------------------------------- | -------- | --------- |
| San Antonio Unido               | Chile    | 1978-1980 |
| Cobresal                        | Chile    | 1981      |
| Unión La Calera                 | Chile    | 1982      |
| Magallanes                      | Chile    | 1983-1984 |
| U. D. Las Palmas                | España   | 1984-1986 |
| → Universidad Católica (cedido) | Chile    | 1985      |
| Portimonense                    | Portugal | 1986-1987 |
| Cartagena                       | España   | 1987-1989 |

## Palmarés

### Campeonatos nacionales
| Título           | Club             | País   | Año     |
| ---------------- | ---------------- | ------ | ------- |
| Segunda División | U. D. Las Palmas | España | 1984-85 |